# Pachypleurosauridae
De Pachypleurosauridae zijn een familie van uitgestorven Sauropterygia die vaag op waterhagedissen leken en alleen in het Trias leefden. Het waren langwerpige dieren, variërend van twintig centimeter tot ongeveer een meter lang, met een kleine kop, een lange nek, peddelachtige ledematen en een zeer lange staart. De gordels van de ledematen waren sterk gereduceerd, dus het is onwaarschijnlijk dat deze dieren zich op het land hebben kunnen verplaatsen. Hun ver uit elkaar staande tanden die naar voren uitsteken, geven aan dat ze zich voedden met vis.
Zij zijn de enige familie van de superfamilie Pachypleurosauroidea.
Pachypleurosauridae waren oorspronkelijk en worden vaak nog steeds geclassificeerd als nothosauriërs (Carroll 1988, Benton 2004). In sommige cladistische classificaties (Rieppel 2000) worden ze echter beschouwd als de zustergroep van de Eusauropterygia, de clade die nothosauriërs en plesiosauriërs omvat.

## Geslachten
- Anarosaurus
- Dactylosaurus
- Hanosaurus
- Keichousaurus
- Neusticosaurus
- Odoiporosaurus
- Pachypleurosaurus
- Serpianosaurus